# BSW 98
De BSW 98 was is een lichte motorfiets die van 1939 tot 1945 werd geproduceerd in de (voormalige) Simson-fabriek in Suhl (Thüringen). 

## Voorgeschiedenis
De merknaam "Simson" bestond al sinds 1933 niet meer. In dat jaar verwijderde de familie Simpson haar Joodse naam uit het bedrijf om onder de ongefundeerde aanvallen van de nationaalsocialisten uit te komen. Zij veranderden de naam in Waffen- und Fahrzeugwerke GmbH. Er werden in die tijd wapens en ook auto's geproduceerd. In 1936 werd het bedrijf onteigend en de familie Simson vluchtte naar de Verenigde Staten. NSDAP-stroman Fritz Sauckel werd eigenaar en doopte het om tot "BSW" (Berlin-Suhler Waffen- und Fahrzeugwerke).

## BSW 98
Hoewel Simson nog nooit een motorfiets gebouwd had, werd rond 1938 besloten een licht toermotorfietsje te gaan maken, dat veel overeenkomst vertoonde met de populaire DKW RT 98. Men bouwde een tamelijk eenvoudig enkel wiegframe en ontwikkelde zelf geen motorblokje, maar kocht het als inbouwmotor bij Fichtel & Sachs in Schweinfurt. Fichtel & Sachs leverde ook tweeversnellingsnaven, waarmee de BSW 98 kon worden uitgerust. 
De productie van de BSW 98 bleef waarschijnlijk heel beperkt. De machine kwam in 1939 op de markt, maar toen de Tweede Wereldoorlog uitbrak ging de Simson-fabriek, die intussen "Gustloff-Werke Waffenwerk Suhl" heette, zich helemaal op de productie van wapens richten. 

## Einde productie
Na de oorlog moest de productie van de BSW 98 worden gestaakt. Suhl lag nu in de Sovjet-bezettingszone in Duitsland, terwijl de Sachs-fabriek in de Amerikaanse bezettingszone lag. Maar ook de voormalige DKW-fabriek in Zschopau lag nu in de Sovjet-zone. De DKW RT 98 werd omgedoopt tot IFA RT 98 en enkele jaren later tot MZ RT 98. Daardoor was er ook geen behoefte meer aan de BSW 98.